# 트레뷰셋
트레뷰셋(프랑스어: trébuchet)은 중세에 발명된 공성병기로, 투석기의 일종이다. 
동양에서 전해진 지레의 원리를 이용한 투석기인 망고넬의 인력을 원동력으로 삼는 방법을, 균형추의 낙하 회전력을 사용하는 방법으로 개량한 것이다. 중동을 거쳐 동양으로도 역수출되어 동양에서 회회포(回回砲)라고 불렸다. 몽골군과 남송 군대가 양양(襄陽)에서 공성전을 벌였을 당시에 사용되었을 때에는 양양포(襄陽砲)라고도 하였다.
15세기경이 되어 화약의 사용이 보편화되자 트레뷰셋은 도태되었다.

## 같이 보기
- 투석기
- 망고넬
- 오나거
- 발리스타
- 포